# Antoine de Tavannes
Antoine Guerne, dit Tavannes, est un suisse du roi de France, qui œuvre au contrôle général des finances et accepte de fonder en 1759 une manufacture d'indiennes de coton dont il serait directeur, avec Christophe-Philippe Oberkampf, qui fabrique la toile de Jouy et devient la plus importante de l'histoire des indiennes de coton en Europe.
Jouy-en-Josas, près de la source de la Bièvre, fut sélectionnée pour la qualité de son eau. La Manufacture connaît, entre 1765 et 1805, un immense succès. Oberkampf fait appel aux meilleurs ouvriers et fait évoluer les procédés d'impression : planche de bois pendant les dix premières années, puis planche de cuivre et enfin rouleau de cuivre gravé en creux, ce qui assure une plus grande rapidité d'impression.
Les motifs sont très variés : fleurs, oiseaux, guirlandes, mais aussi personnages de romans et de fables à la mode, scènes exotiques dans le goût oriental. D'excellents artistes travaillent pour la manufacture, dont Jean-Baptiste Huet (1745-1811).
La Manufacture Oberkampf deviendra, grâce aux qualités exceptionnelles de son chef d'entreprise, la plus grande d'Europe. Son activité couvrira en 1821 plus de 14 hectares et emploiera 1 327 personnes. C'est Barbet de Jouy, successeur de la famille Oberkampf, qui connaîtra en 1843, sous l'effet d'une conjoncture défavorable, le déclin et la fermeture de la Manufacture.

## Sources
- Musée protestant
- Musée municipal de la toile de Jouy